# Los Ríos régió
Los Ríos  (spanyolul: Región de Los Ríos vagy XIV. Región de Los Ríos) egy régió Chilében. A régió fővárosa Valdivia. 

## Települések

### Tartományok
| Valdivia tartomány (Valdivia) |          |             |           |
| Corral                        | Lanco    | Los Lagos   | Máfil     |
| Mariquina                     | Paillaco | Panguipulli | Valdivia  |
| Ranco tartomány (La Unión)    |          |             |           |
| Futrono                       | La Unión | Lago Ranco  | Río Bueno |

## Fordítás
1. Ez a szócikk részben vagy egészben  a   XIV. regija Los Ríos című horvát Wikipédia-szócikk ezen változatának fordításán alapul.  Az eredeti cikk szerkesztőit annak laptörténete sorolja fel. Ez a jelzés csupán a megfogalmazás eredetét és a szerzői jogokat jelzi, nem szolgál a cikkben szereplő információk forrásmegjelöléseként.
2. Ez a szócikk részben vagy egészben  a   Región de Los Ríos című spanyol Wikipédia-szócikk ezen változatának fordításán alapul.  Az eredeti cikk szerkesztőit annak laptörténete sorolja fel. Ez a jelzés csupán a megfogalmazás eredetét és a szerzői jogokat jelzi, nem szolgál a cikkben szereplő információk forrásmegjelöléseként.

## Külső hivatkozások
- A régió honlapja (spanyol)